# Hubert Sauper

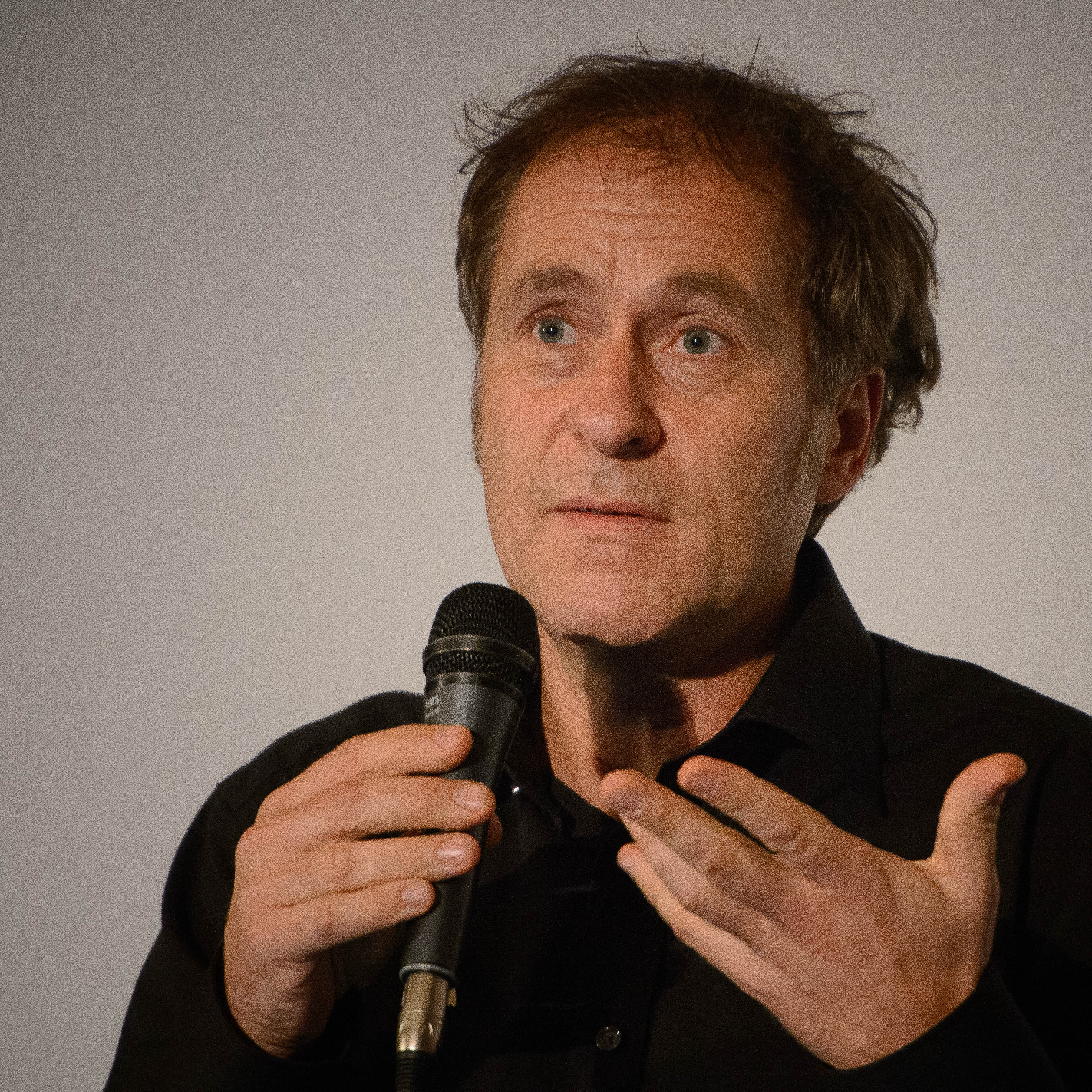
Hubert Sauper, Friedensfilmpreis 2014

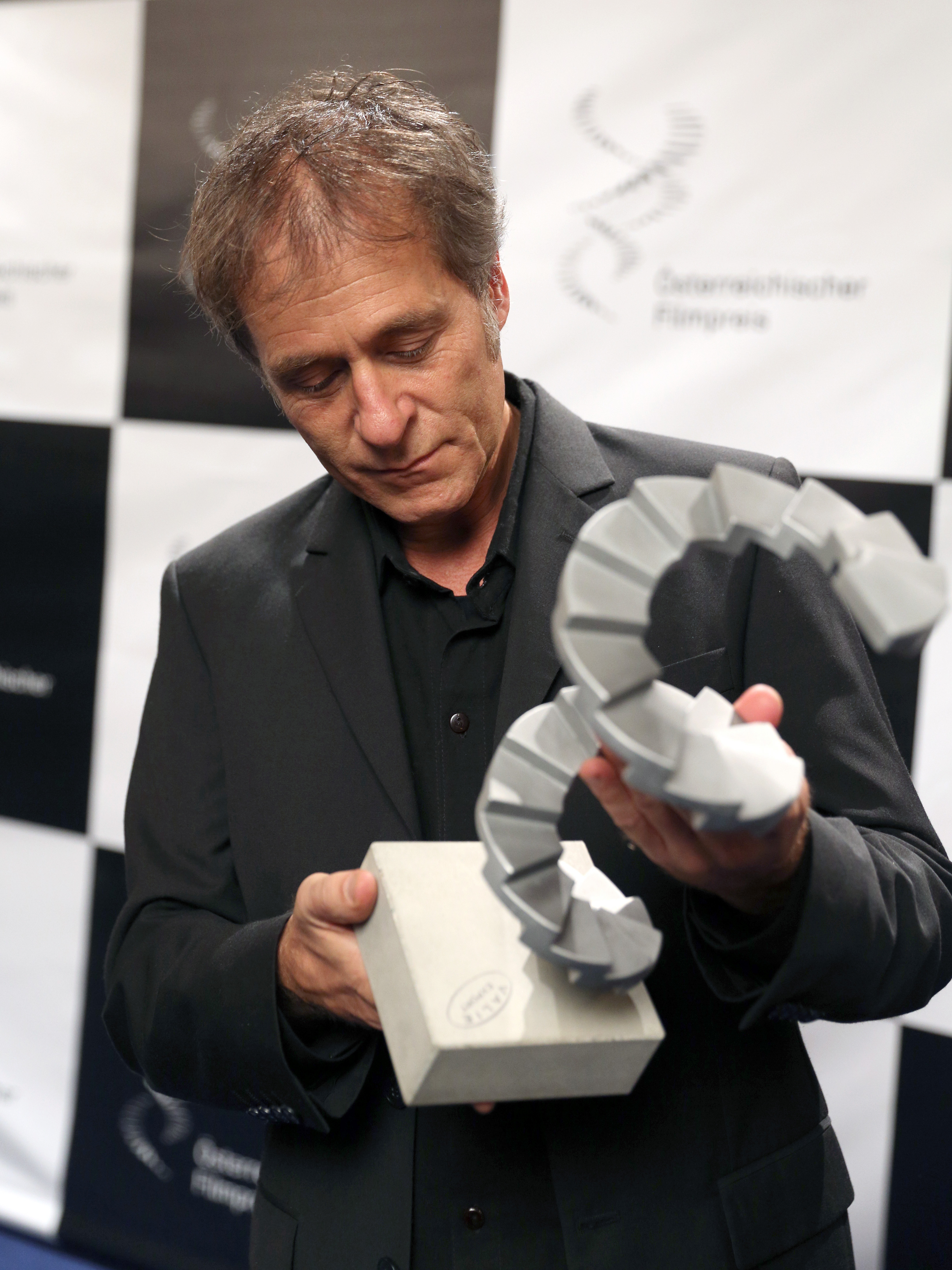
Hubert Sauper, Österreichischer Filmpreis 2015

Hubert Sauper (* 1966 in Kitzbühel) ist ein österreichischer Filmregisseur.

## Leben
Hubert Sauper wuchs in Döllach in der Gemeinde Großkirchheim auf und studierte an der Universität für Musik und darstellende Kunst Wien in Wien und in Paris Film. Später war er in Italien, Großbritannien und den USA tätig. Sauper lebt seit 1994 in Frankreich und produziert vorwiegend Dokumentarfilme. Sein Film Darwin’s Nightmare wurde 2006 für einen Oscar in der Kategorie „bester Dokumentarfilm“ nominiert.

## Filmografie
Wenn nicht anders vermerkt, als Regisseur und Drehbuchautor:
- 1993: On the road with Emil
- 1994: Also schlafwandle ich am hellichten Tage (nur Regie)
- 1995: Lomographer’s Moscow (TV)
- 1998: Kisangani diary
- 2000: Seules avec nos histoires (TV)
- 2004: Darwin’s Nightmare
- 2014: We Come as Friends – auch Kamera
- 2020: Epicentro

## Auszeichnungen
- 2021: Großer Kulturpreis des Landes Kärnten[1]

Epicentro:
- Hauptpreis der Kategorie World Cinema Documentary – Sundance Film Festival 2020[2]

We Come as Friends gemeinsam mit Gabriele Kranzelbinder:
- 2014 Wiener Filmpreis
- 2014 Jihlava International Documentary Film Festival
- 2014 World Cinema Documentary Special Jury Award for Cinematic Bravery – Sundance Film Festival 2014
- 2014 Friedensfilmpreis
- 2015 Österreichischer Filmpreis als Bester Dokumentarfilm[3]
- 2016 Werner Herzog Filmpreis 2016[4]

Darwin's nightmare:
- 2007 Ernst-Schneider-Preis
- 2006 Nominierung für den Oscar in der Kategorie „Beste Dokumentation“
- 2005 „Caesar du Cinema“
- 2004 Label Europa Cinemas – Venice Days
- 2004 Vienna Film Prize – Viennale
- 2004 Best Documentary – European Film Awards
- NFB Documentary Award – Montreal
- Best Film – Copenhagen Dox
- Grand Prix – Festival de Film d'Environnement Paris

Kisangani diary:
- Cinéma du Réel Grand Prix du meilleur Film 1998
- „Centaur 98“ for Best Documentary Film
- Gold prize for Best Documentary, NY Film Expo 1999
- „Don Quihote Prize“ 1998
- One World Media Award 2nd prize 1998
- 1st Human Rights Award for Best Film 1999
- „Forum of young cinema“ 48th international film festival
- Special Jury Mention
- Special Jury Prize for Documentary 1998
- International Humanitarian Award

So I sleepwalk in broad daylight:
- Premio da casa da Figueira da Foz, Portugal 1995
- Best First Film, Best Film School Production

On the road with emil:
- Best Short Film Int. Festival Würzburg 1994. Prix Max Ophüls.
- Best Documentary Nexon, France 1995.